# Evgen Matejka
Evgen Matejka-Pemc, slovenski partizan, politični komisar, prvoborec in narodni heroj, * 6. november 1909, Kočevje, † 3. maj 1945, pri Gradišče ob Soči/Soča.

## Življenjepis
Matejka (parizansko ime Pemc) se je pridružil NOBju 1941. Spomladi 1943 je postal politični komisar Gorenjskega odreda. Nato je bil imenovan za vodjo obveščevalnega centra 31. divizije in nato še za 9. korpusa. Decembra 1944 je postal poveljnik celotne 31. divizije, ko je zamenjal Staneta Potočarja Lazarja. Tik pred koncem vojne so ga ubili četniki. 